# Бело Брдо (рудник)
Бело Брдо је рудник и једно од највећих лежишта олово-цинкане руде у Србији. Налази се на западним обронцима Копаоника, јужно од Панчићевог врха, код истоименог насеља у општини Лепосавић. Његова рудна богатства су била позната још у средњем веку, када је постојао истоимени рудник, а модерна експлоатација руде је отпочела 1933. године.

## Локација и инфраструктура
Олово-цинково лезисте Бело Брдо налази се у области централног Копаоника, у пределу виса Војетин (1561 m) а око 3,5 km југоистоцно од Панчићевог врха (2017 m).
Рудник Бело Брдо послује у оквиру РБ Копаоник- Лепосавић. Рудник је са местом Лепосавић и ибарском магистралом повезан асфалтним путем Дрен-Бело Брдо (дузине 16 km) којим се ровна руда транспортује камионима до Флотације у Лепосавићу. Продуктивни део лезиста од утоварне станице у јами Бело Брдо повезан је извозним поткопом (хоризонт Х-1000) дугим 2.500 m до окна.

## Дозволе за експлоатацију, координате експлоатационог простора, власниство непокретности
Дозволе за експлоатацију и истраживање добијене су по важећим законима о рударству и геолоским истраживањима СР Српским и САП Косово и Метохија.
Ограничени истражни простор налази се на подручју Копаоника и Рогозне, и захвата територију СО Лепосавића (на којој су рудници Црнац и Бело Брдо) и граници се са следецим територијама :
Северна граница истражног простора одређена је од угаоне координате А : Y = 7 467 400; X = 4 785 400, на тромеђи територија СО Нови Пазар, СО Рашка и СО Лепосавић, која се поклапа са границом СО Лепосавића и централне Србије до угаоне координате Б: Y = 7 486 200; X = 4 791 600, кота Панчићевог врха (2017 m).
Источна граница одређена је од угаоне координате Б гребеном Копаоника, који делом представља границу опстине са територијом централне Србије, а делом СО Подујево и Косовска Митровица, односно до угаоне координате Ц .
Југоисточна и јужна граница одређена је од угаоне координате Ц границом опстинске територије према СО Подујеву и СО Косовској Митровици до тацке Д , на тромеђи СО Косовска Митровица, СО Подујево и СО Лепосавић, односно на коти 1296 m.
Западна граница истражног простора граници се опстинском линијом граниче са централном Србијом, између територија СО Лепосавић и СО Нови Пазар измедју угаоних координата А и Д.
Рудник Бело Брдо лоциран је на крајњем североистоку Косовске Митровице, на територији опстине Лепосавић, са делом инфраструктурних објеката и поврсинског копа за засип који је лоциран ван Косова и Метохије, у Брусу.
Ширу околину лежиста Бело Брдо изграђују геолоске творевине различите по старости, генези и саставу. Међу њима свакако су најстарије стене тзв. палеозојски метаморфити, који изграђују централни део Копаоника, а налазе се у непосредном ореолу копаоничког интрузива. У овим творевинама издиференцирани су чланови седиментног и магмацког постанка, извесно је да ову серију изграђују синхроно депоновани пелити, псамити и карбонатни седименти са изливањем иницијалних магматита у једном геосинклиналном режиму. У условима регионалног метаморфизма исходни седименти су трансформисани у стене ниског степена метаморфизма, које представљају заједницу филита и метаморфисаних магматита (дијабаза), или у стене хлорит-епидот-актинолит асоцијације. На основу испитивања методом конодоната у појединим деловима ове серије утврђена је тријаска старост, па се са доста сигурности може оспорити палеозојска старост серије. Услед недовољно документоване старости ових стена и снажног терцијарног контактног метаморфизма овај комплекс стена означен је као Подинска серија лезиста јер представља подину већем броју рудних тела у лежисту Бело Брдо.
Серпентинити, као део велике Ибарске серпентинитске масе изграђују делове терене западно од лежиста Бело Брдо. У самом лежисту они означавају западну границу орудњења и у тектонском су односу са седиментима Подинске серије и горње креде. Старост им се одредјује као посттријаска, највероватније јурска.
У стратиграфском стубу ових терена следеће место заузимају седименти горње креде. Са своја три литостратиграфска члана ( кречњаци, лапоровити кречњаци и флис) ова формација се сироко отвара од тектонског контакта са серпентинитом. У самом лежисту, стене ове формације у привидној сагласности са подинском серијом имају тенденцију тоњења ка исток-југоистоку према блажевској депресији.
Изузетно значајан члан горњокредне формације представља продуктивни хоризонт масивних кречњака у коме су депонована рудна тела лежиста Бело Брдо.
Најмлађе стене сире околине лежиста представљене су терцијарним комплексима седиментно-вулканогеног порекла, које на сироком простору заплављују творевине старијих формација. У својој бази оне су представљене песковито-глиновитим седиментима тзв. црвене серија у висим нивоима оне поступно прелазе у вулканогени комплекс стена знатне дебљине и распрострањења.
Вулканогени комплекс стена представљен је двема фазама: андезитском са пирокластитима, изливима и пробојима, и млађом латитско-кварцлатитском у којој доминирају претежно изливи и пробоји. Ове творевине везане су за старије, обновљене разломне структуре и терцијарну тектонику претежно оријентације исток-запад и североисток-југозапад. Значај ових стена у механизму и разместају орудњења на овим просторима је несумњив, посебно кварцлатитских пробоја, чија је позициона веза са олово-цинковим орудњењима како у лежисту тако и у околини врло честа.
У геолоској грађи, разломне структуре као вид деформационих елемената високо су изразене и присутне. У односу на генерално прузање оне су класификоване на уздужне (СЗ-ЈИ), попречне (СИ-ЈЗ) и дијагоналне(И - З).
Најзначајнија, за грађу околине лежиста, је свакако регионална разломна структура северозападне оријентације на потезу од ’’Војетине” према ’’Саторици”, која ознацава тектонски контакт серпентинита према стенама тријаске, јурске и кредне старости. На њој се налази лежисте Бело Брдо и низ појава олова и цинка.
Позиција лежиста Белог Брда одређена је пресеком северозападне, разломне, структурне зоне ’’Војетин-Саторица”са попречним разломним зонама ’’Војетин-Запланина и Гомиле”.

## Историја
Рударење у руднику Бело Брдо историјски гледано обављено је кроз три периода експлоатације : римски период, средњи век и савремени период.
Фирма Kopaonik Mines, Ltd је основана 1930, регистрована је на лондонској берзи. Извештено је да је за три године пронашла 900.000 тона руде цинка и олова, са извесним процентом сребра, експлоатација је 1937. била у "пуном јеку".
Разматрање ефикасности и рационалности геолошких истраживања услед оскудно сачуваних података, ограничено је само на раздобље од 1960. год, до данас. Отуда није могуће стећи потпунију упоредну слику развоја сировинске базе рудника и ефеката истраживања. Најзначајнији период ефикасности рудника представља фаза истраживања и разрада лежишта у временском периоду између 1927. год. и 1936. год. У даљој разради лежишта ради обезбеђења нових рудних резерви, значајан је период од 1949. год. на даље у време отварања подине кредних кречњака према истоку.
У периоду од 1966 – 1970. год. долази до откривања нових рудних резерви везаних за разраду хоризонта 1260, 1334, 1414 и 1425 m. и отварање подинске серије са крецњацима у висим нивоима блока лезиста.
У периоду од 1975 – 1978. год. рудне резерве су удвостручене проналажењем олово-цинкових орудњења у ревиру Гомиле чији је садржај олова и цинка већи него у старом делу јаме. У ревиру Гомиле од 1987 – 1990. год. урађени су истражни ходници по жици ГХ – 502 хоризонт 1235, ГХ – 402 хоризонт 1195, ГХ – 310 хоризонт 1155 и ГХ – 210 хоризонт 1105.
Из ходника ГХ-4 хоризонт 1000 m. у 1990. год. избушено је 5 бушотина које су бушене испод нивоа 1000 m и које су набушиле рудно тело Г ИИИ чиме су се резерве рудника Бело Брдо знатно увећале.
Процењује се да у руднику има 1.340.000 тона руде, састава:
- 6,59% олова (88.300 тона)
- 5,74% цинкаа (77.000 тона)
- 97.4g/t сребра (131 тона)